# Wukry

Herb

Wukry – herb szlachecki

## Opis herbu
W polu czerwonem; w dolnej części herbu trzy belki srebrne, ku dołowi coraz krótsze. Nad nimi dwa księżyce złote ustawione jakby w koło, pomiędzy nimi krzyż maltański złoty bez jednego ramienia. Klejnot: pięć piór strusich.

## Herbowni
Bakowiecki-Mokosiej, Denisko, Gorajski, Matfiejewski, Mokosiej, Nowosielski, Szybiński, Wujek, Wukry, Wysoczański.